# The Hudson Brothers
The Hudson Brothers es un grupo musical estadounidense de rock y pop formado en la ciudad de Portland, Oregón en la década de 1970.

## Biografía
La agrupación fue fundada por los hermanos Bill, Brett y Mark Hudson. Las canciones más populares de su repertorio son "So You Are a Star" (1974), "Rendezvous" (1975), "Lonely School Year" (1975) y "Help Wanted" (1976). Lanzaron siete álbumes de estudio dentre 1972 y 1980.

### Vidas personales
Bill Hudson estuvo casado con Goldie Hawn de 1976 a 1980 y es el padre del actor Oliver Hudson y de la actriz Kate Hudson. Después estuvo casado con Cindy Williams; divorciándose en el año 2000. Mark Hudson hizo colaboraciones en la producción y composición para bandas y artistas como Aerosmith y Ringo Starr, de The Beatles. Mientras Bill y Mark aún están en el mundo de la música, Brett produce programas para televisión.

## Discografía
- 1972: Hudson (Playboy Records)
- 1974: Totally Out of Control (The Rocket Record Company, Billboard #179)
- 1974: Hollywood Situation (Casablanca Records, Billboard #176)
- 1975: Ba-Fa (The Rocket Record Company, Billboard #165)
- 1978: The Truth About Us (Arista Records)
- 1978: TV's Hudson Brothers (First American Records)
- 1980: Damn Those Kids (Elektra Records)